# Tischtennis-Verband Sachsen-Anhalt
Der Tischtennis-Verband Sachsen-Anhalt (TTVSA) ist ein Landesfachverband für Tischtennis im Landessportbund Sachsen-Anhalt.
Mit seinen 6800 Mitgliedern gehört er zu den kleinsten Landesverbänden des Deutschen Tischtennis-Bundes (DTTB).
Etwa 300 Mannschaften nehmen am Wettkampfbetrieb von der Kreisklasse bis zur Verbandsliga teil (Stand 2005).

Mitgliederstatistik des TTVSA

## Ziele
Der Verband sieht die kontinuierliche Nachwuchsförderung und Mitgliedergewinnung als vordergründiges Ziel seiner Arbeit.

## Vorstand
Zum Präsidium des TTVSA gehören:
- Präsident: Andreas Schmith
- Vizepräsident Bildung: Jon Dallas Riedel
- Vizepräsident Erwachsenensport: Heiko Schürer (Halle)
- Vizepräsident Finanzen: David Söhngen
- Vizepräsident Nachwuchssport: Jan Klepzig
- Vizepräsident Öffentlichkeitsarbeit: Wolfgang Schleiff (Wernigerode)
- Vizepräsident Sportentwicklung: Tim Aschenbrenner (Riestedt)
- Ehrenpräsident: Werner Lüderitz (Halle)
- Ehrenpräsident: Reiner Schulz (Halle)

## Geschichte

### Der Tischtennissport in Sachsen-Anhalt
Der nachfolgende Überblick beginnt mit dem Ende des Zweiten Weltkrieges, da einerseits Angaben zum Tischtennisgeschehen im mitteldeutschen Raum vor 1945 nicht mehr vorliegen und zum anderen das Land Sachsen-Anhalt (große Gebiete der ehemaligen preußischen Provinz Sachsen) erst auf Beschluss der alliierten Siegermächte nach 1945 gebildet wurde.
Der Tischtennissport begann zwischen 1945 und 1946 mit einer Neuorganisation. Es entstanden Sportgemeinschaften, die auf örtlicher Ebene (Städte, Kreise) einen Spielbetrieb organisierten. Schrittweise wurde dieser ausgedehnt, bis dann im Spieljahr 1949/50 eine Landesklasse ihren Spielbetrieb aufnahm und erstmals Landesmeisterschaften in den Einzel/Doppel-Konkurrenzen durchgeführt wurden.
Mit der Gründung des Deutschen Sportausschusses am 1. Oktober 1948 wurden auch zentrale sportartspezifische Strukturen (Sektion Tischtennis, Landes- und Kreissparten Tischtennis) ins Leben gerufen. In Sachsen-Anhalt waren u. a. Rudolf Helmrich und Claus Pönitzsch maßgeblich am Aufbau einer Landesorganisation Tischtennis beteiligt.
Landesmeister bei den Herren wurden 1949/50 Chemie Piesteritz und 1950/51 Chemie Leuna. Bei den Damen verfügte Post Magdeburg (später BSG Aufbau Börde Magdeburg) über eine Spitzenmannschaft, die zweimal Landesmeister und zweimal auch DDR-Meister wurde.
Im Spieljahr 1951/52 nahm dann die DS-Liga (die spätere DDR-Oberliga) ihren Spielbetrieb auf, in der aus Sachsen-Anhalt bei den Herren Chemie Leuna und Chemie Piesteritz und bei den Damen Aufbau Börde Magdeburg und Chemie Leuna vertreten waren.
Vor der Aufteilung des Landes Sachsen-Anhalt in die Bezirke Magdeburg und Halle wurden fünf Landeseinzelmeisterschaften ausgetragen. Nachstehend die Landesmeister in den Einzeldisziplinen:
- Herren:
  - 1948: Fred Stachon (Staßfurt)
  - 1949: Werner Rademacher (Leuna)
  - 1950: Lotar Schleener (Stendal)
  - 1951: Lotar Schleener (Stendal)
  - 1952: Günter Matthias (Stendal)
- Damen:
  - 1948: Astrid Horn (Quedlinburg)
  - 1949: Hanna Büldge (Magdeburg)
  - 1950: Astrid Horn (Quedlinburg)
  - 1951: Gerda Vogel (Bitterfeld)
  - 1952: Astrid Horn (Quedlinburg)

Durch die Bildung der Bezirke Magdeburg und Halle verlief ab Herbst 1952 bis Ende 1990 der Tischtennissport in Sachsen-Anhalt zweigeteilt. Die Leitung des Spielbetriebes oblag den Bezirksfachausschüssen, die zunächst in der Sektion Tischtennis der DDR und dann ab 1958 im Deutschen Tischtennis-Verband ihr organisatorisches Dach hatten.
Als Vorsitzende der Bezirksfachausschüsse fungierten in Magdeburg Kurt Schüler, Otto Busch, Kurt Prieskorn, Erwin Lühr, Gerhard Fischer und Manfred Heimann, in Halle Claus Pönitzsch, Werner Lüderitz, Horst Taubert, Helmut Luther und Wolfgang Creutzmann. In Anerkennung ihrer 25-jährigen Tätigkeit in dieser Funktion wurden Gerhard Fischer und Wolfgang Creutzmann 1990 bei der Gründung des Tischtennis-Verbandes Sachsen-Anhalt zu Ehrenvorsitzende gewählt sowie 1994 von DTTB mit der Ehrennadel in Gold ausgezeichnet.
Die Gründung der Sportclubs und der Aufbau von Leistungszentren für den Tischtennissport im Jahr 1954 hatte für das nicht bedachte Sachsen-Anhalt fatale Folgen. Die besten Spieler, u. a. Inge Ristock, Isolde Woschee, Elke Richter, Günter Matthias, Harald Killer, Hans Täger, Joachim Frings und Werner Mitdank, verließen nach und nach das Land.
Sachsen-Anhalt verfügte in den Anfangsjahren über eine Spitzenposition auf DDR-Ebene. Neben den beiden Mannschaftstiteln von Post Magdeburg wurde Chemie Leuna 1951 DDR-Vizemeister bei den Herren und im gleichen Jahr auch DDR-Meister der männlichen Jugend.
Astrid Hobohm-Horn aus Quedlinburg war von 1949 bis 1952 viermal in Folge DDR-Meister im Damen-Einzel, Isolde Woschee (Halle) wurde 1958 und 1959 DDR-Meister, Günter Matthias gewann 1952 das Herren-Einzel, Rademacher/Kunth (Leuna) siegten 1949 im Herren-Doppel und 1951 wurden Horn/Büldge (Magdeburg) DDR-Meister im Damen-Doppel.
Bei den Jugend-DDR-Meisterschaften gewann Inge Woschee (Halle) 1955 den Titel im Mädchen-Einzel. In den Doppelwettbewerben waren Wolfgang Kunth (Leuna), Oswald Schreiber (Leuna), Inge und Isolde Woschee (Halle), Inge Ristock (Leuna), Dagmar Mestchen und Gabi Hoppe (Schönebeck), Elke Richter (Halle), Karin Kromnik (Schönebeck), Hans-Jürgen Fromm (Magdeburg) und Hans-Jürgen Albrecht (Zerbst) erfolgreich. Vizemeister im Jungen-Einzel wurde 1954 und 1955 Klaus Knoth (Leuna).
Das Spielniveau im Vergleich zu den anderen Ländern musste zwangsläufig zurückbleiben. Umso beachtlicher ist die Leistung des Herrenteams von BSG Aufbau Börde Magdeburg mit den Brüdern Hans-Jürgen und Wolfgang Fromm, das 1958 den Aufstieg zur Oberliga schaffte und 20 Jahre lang den Platz hinter den Sportclubmannschaften aus Berlin, Jena und Leipzig belegte. Unvergessen ist hier das langjährige Wirken des Magdeburger Sektionsleiters Max Fromm. Neben Magdeburg war auch Dynamo Halle längere Zeit in der Oberliga vertreten.
Trotz dieser Abgänge landete Sachsen-Anhalt noch einen spektakulären Sieg im Deutschlandpokal. In Stendal wurde 1955 Berlin (Ost) mit Matthias, Pleuse und Mitdank von Schleener, Täger und Frings mit 5:4 bezwungen.
Nach der rückläufigen Förderung des Tischtennissports in der DDR konnte auch Sachsen-Anhalt in den 1980er Jahren, vornehmlich im Frauenbereich, wieder aufholen. Chemie Schönebeck belegte 1982/83 Platz zwei in der Oberliga, Karin Kromnik und Dagmar Mestchen aus dieser Mannschaft wurden je zweimal DDR-Meister im Damen-Einzel. Eva Kummer aus Quedlinburg war an sechs Titeln im Doppel und Mixed beteiligt.
Mehrere Erfolge errangen auch Teilnehmer aus Sachsen-Anhalt in den Nachwuchswettbewerben. Stellvertretend seien hier die ersten Plätze von Hans-Jürgen Fromm (Magdeburg) und Gerlind Hanschke (Haldensleben) im Schüler-Schülerin-Einzel und von Chemie Leuna in der Schülerinnen-Mannschaft genannt.
Am 7. Oktober 1990 erfolgte in Dessau die Gründung des Tischtennis-Verbandes Sachsen-Anhalt e. V. In das Präsidium wurden gewählt: Werner Lüderitz (Präsident), Lutz Boegelsack (Vizepräsident), Reiner Schulz (Vizepräsident), Günther Wadewitz (Schatzmeister), Wolfgang Lunk (Pressewart), Werner Hubig (Sportwart) und Hannfried Buchholz (Jugendwart).
Neuer Präsident seit dem 5. Verbandstag des TTVSA am 20. Mai 2000 ist Lutz Boegelsack. Werner Lüderitz, der aus Altersgründen nicht wieder kandidierte, wurde zum Ehrenpräsidenten ernannt. Mitglieder des Präsidiums sind nunmehr Reiner Schulz (Vizepräsident), Wolfgang Strohmeyer (Vizepräsident), Dieter Hebenstreit (Schatzmeister), Werner Hubig (Sportwart), Frank Thomas (Jugendwart) und Wolfgang Schleiff (Pressewart).
Von Beginn an war die Leitung des TTVSA um eine Verbesserung des sportlichen Niveaus bemüht. Die Ausbildung am Sportgymnasium in Halle durch den Landestrainer Günter Spott führte junge Spieler an die Landesspitze, diese wechselten dann in andere Landesverbände. Negativ wirkte sich auch das nachlassende Interesse an einer Spezialausbildung im Sportgymnasium aus, das schließlich zur Aufgabe unserer Sportart am Sportgymnasium Halle führte. Nach seiner Wahl setzte sich Boegelsack besonders für eine Wiederaufnahme der TT-Spezialausbildung ein, die schließlich mit Beginn des Spieljahres 2001/2002 am Sportgymnasium Magdeburg gestartet wurde.
Der Landesverband und seine Kreisverbände organisieren einen umfangreichen Spielbetrieb. Von der Verbandsliga bis zur 2. Bezirksklasse umfasst er in fünf Stufen 310 Herren- und 50 Damenmannschaften. Im Nachwuchsbereich bestehen Bezirksligen und Bezirksklassen.
In der Saison 2007/2008 erfolgte, bedingt durch die Kreisgebietsreform in Sachsen-Anhalt, eine Umstrukturierung des Spielbetriebes, so dass die Punktspiele bei den Damen von der Verbandsliga bis zur Bezirksliga und bei den Herren von der Verbandsliga bis zur Bezirksklasse durchgeführt wurden. Im Nachwuchsbereich blieben die Spielklassen erhalten.
Jährlich werden Einzelmeisterschaften in allen Altersklassen ausgetragen. Landesmeister wurden im Damen-Einzel Steffi Erxleben (4), Grit Hopstock (2), Anke Weiß, Dagmar Fischer (vormals Dagmar Mestchen), Elke Hamel (vormals Elke Richter), Marie Pommrenke, Anja Heimann, Gabi Schuchna, Marion Vollmer (vormals Marion Behr) (5), Mandy Ködel (3), Ulrike Jennert, Julia Bütow, Doreen Beckert (2), Verena Zimmermann (2), Linda Ackner (vormals Linda Renner) und Luisa Reising (2), im Herren-Einzel Frank Kowar (2), Frank Reimer (2), Mario Mohs, Volker Junge, Rene Grunwald, Oliver Gamm, Michael Kollatsch, Christian Thomas, Stephan Köpp, Falko Hille, Frank Kasiske, Christian Roß, Erik Bottroff, Sven Köhler (2), Matthias Dietrich (3), Jonas Schüttig, Jens Beckmann, Robert Roß (3), Tom Gerbig, Stefan Bindemann, Marin Kostadinov, Jens Köhler und Christian Tschense.
Keinen leichten Stand haben die Mannschaften des TTVSA in der NTTV-Oberliga. Bei den Damen schafften nur der HSV Wernigerode 1995, der diese Klasse aber nach 2 Jahren wieder verlassen musste, und der TSV 1990 Merseburg 2005 den Aufstieg zur Regionalliga. Im Spieljahr 2001/2002 gelang bei den Herren ebenfalls dem TSV 1990 Merseburg der Aufstieg in die Regionalliga. Durch Spielerabgänge war aber der sofortige Abstieg vorbestimmt.
In den Seniorenwettkämpfen erzielten die Spieler aus Sachsen-Anhalt mehrfach Platzierungen bei Deutschen Meisterschaften. Elke Hamel (Zeitz) gewann mit ihrer Partnerin Carla Strauß (Sächsischer Tischtennis-Verband) im Damen-Doppel bei Weltmeisterschaften 1 × Gold, 1 × Silber, 1 × Bronze und bei den Europameisterschaften 2 × Gold. Deutscher Meister 2003 im Herren-Doppel wurden in ihrer Altersklasse Manfred Gomm und Hans-Jürgen Spengler.
In der Saison 2009/2010 erfolgte auf Grund einer territorialen Neuordnung innerhalb des DTTB eine erneute Umstrukturierung des Spielbetriebs. So bilden seither der Sächsische Tischtennis-Verband (STTV), der Tischtennis-Verband Sachsen-Anhalt und der Thüringer Tischtennis-Verband (TTTV) den Mitteldeutschen Tischtennis-Verbund. Gegenwärtig ist der TTVSA mit dem TTV Barleben 09 und dem TTC Börde Magdeburg bei den Damen sowie dem HSV Medizin Magdeburg bei den Herren in der Oberliga Mitte präsent. In der neu gebildeten Regionalliga Süd vertreten die Herren der DJK TTV Biederitz und des SSV 90 Landsberg derzeit die Farben Sachsen-Anhalts.
Am 28. März 2009 gelang der 1. Damenmannschaft des TSV 1990 Merseburg bisher einmaliges im Tischtennissport in Sachsen-Anhalt. Durch ein Unentschieden im Spitzenspiel der Regionalliga Nord 2008/09 stiegen die Merseburgerinnen in die 2. Bundesliga Nord auf.

### Mitgliederentwicklung
| Jahr | Vereine | Mitglieder | Mannschaften |
| ---- | ------- | ---------- | ------------ |
| 1992 | 226     |            | 581          |
| 1993 | 250     |            | 493          |
| 1995 | 255     |            | 840          |